# Конвой HX 156
Конвой HX 156 (англ. Convoy HX 156) — 156-й атлантичний конвой серії HX транспортних і допоміжних суден у кількості 52 одиниць, який у супроводженні союзних кораблів ескорту прямував від канадського Галіфаксу до британського порту Ліверпуль. Конвой вийшов 22 жовтня 1941 року з Галіфаксу та прибув до Ліверпуля 5 листопада 1941.

## Історія конвою
На світанку 31 жовтня 1941 року німецький підводний човен U-552 помітив конвой і торпедував «Рубен Джеймс», коли есмінець наблизився, щоб дослідити сигнал пеленга про виявлення підводного об'єкта. Торпеда вдарилася в лівий борт, унаслідок чого вибухнув передній артилерійський льох американського корабля. Кормова частина третього стека залишалася на плаву протягом 5 хвилин; з екіпажу у 159 людей 44 чоловіки були врятовані.
«Рубен Джеймс» став першим військовим кораблем США, затопленим під час Другої світової війни. U-552 відігнали сили ескорту конвою; але пізніше того ж дня U-567 вийшов на конвой.
1 листопада 1941 року оперативний підрозділ 4.1.3 передав конвой британській 6-й ескортній групі. U-552 і U-567 здійснили дві невдалі торпедні атаки і підтримували контакт з конвоєм до 3 листопада. КАТ судно Empire Foam запустила свій Hawker Sea Hurricane на перехоплення німецького літака Focke-Wulf Fw 200 Condor, який також намагався атакувати союзний конвой. Конвой досяг Ліверпуля 5 листопада.

## Кораблі та судна конвою HX 156[1]

### Транспортні судна
Позначення
| Назва                          | Прапор          | Тоннаж (GRT) | Прим.                                  |
| ------------------------------ | --------------- | ------------ | -------------------------------------- |
| Alchiba (1920)                 | Нідерланди      | 4 427        |                                        |
| Ancylus (1935)                 | Велика Британія | 8 017        | нафтовий танкер; продовжив рух до СРСР |
| Anna Knudsen (1931)            | Норвегія        | 9 057        |                                        |
| Arabian Prince (1936)          | Велика Британія | 1 960        |                                        |
| Athelvictor (1941)             | Велика Британія | 8 410        |                                        |
| Benmacdhui (1911)              | Велика Британія | 6 869        |                                        |
| Brabant (1938)                 | Бельгія         | 2 483        |                                        |
| Bralanta (1936)                | Норвегія        | 9 608        |                                        |
| British Governor (1926)        | Велика Британія | 6 840        |                                        |
| Cape Breton (1940)             | Велика Британія | 6 044        |                                        |
| Charlbury (1940)               | Велика Британія | 4 836        |                                        |
| Chepo (1919)                   | Панама          | 5 707        | повернувся в порт                      |
| Clan Macquarrie (1913)         | Велика Британія | 6 471        |                                        |
| Comanchee (1936)               | Велика Британія | 6 837        |                                        |
| Delilian (1923)                | Велика Британія | 6 423        |                                        |
| Edam (1921)                    | Нідерланди      | 8 871        |                                        |
| Eidanger (1938)                | Норвегія        | 9 432        |                                        |
| El Capitan (1919)              | Панама          | 5 255        | продовжив рух до СРСР                  |
| El Estero (1920)               | Панама          | 4 219        |                                        |
| Empire Confidence (1935)       | Велика Британія | 5 023        |                                        |
| Empire Day (1941)              | Велика Британія | 7 242        | КАТ судно                              |
| Empire Foam (1941)             | Велика Британія | 7 047        | КАТ судно                              |
| Empire Rainbow (1941)          | Велика Британія | 6 942        | КАТ судно                              |
| Empire Tern (1919)             | Велика Британія | 2 479        |                                        |
| Gallia (1939)                  | Норвегія        | 9 974        |                                        |
| Ganymedes (1917)               | Нідерланди      | 2 682        |                                        |
| Gudrun Maersk (1937)           | Велика Британія | 2 294        |                                        |
| K G Meldahl (1938)             | Норвегія        | 3 799        |                                        |
| Kollbjorg (1937)               | Норвегія        | 8 259        |                                        |
| Leiv Eiriksson I (1936)        | Норвегія        | 9 952        |                                        |
| Leonatus (1938)                | Панама          | 2 242        |                                        |
| Lewant (1930)                  | Польща          | 1 942        |                                        |
| Maihar (1917)                  | Велика Британія | 7 563        |                                        |
| Markhor (1929)                 | Велика Британія | 7 917        |                                        |
| Mergus (1906)                  | Швеція          | 1 368        |                                        |
| Munin (1899)                   | Норвегія        | 1 285        |                                        |
| Nestor (1913)                  | Велика Британія | 14 629       |                                        |
| Norefjord (1920)               | Норвегія        | 3 082        |                                        |
| O A Knudsen (1938)             | Норвегія        | 11 007       |                                        |
| Polar Chief (1897)             | Велика Британія | 8 040        |                                        |
| Prince De Liege (1938)         | Бельгія         | 2 588        |                                        |
| Prins Willem Van Oranje (1938) | Нідерланди      | 1 303        |                                        |
| San Alvaro (1935)              | Велика Британія | 7 385        |                                        |
| San Arcadio (1935)             | Велика Британія | 7 419        |                                        |
| San Emiliano (1939)            | Велика Британія | 8 071        |                                        |
| Sandanger (1938)               | Норвегія        | 9 432        |                                        |
| Skaraas (1936)                 | Норвегія        | 9 826        |                                        |
| Sourabaya (1915)               | Велика Британія | 10 107       |                                        |
| Stanlake (1923)                | Велика Британія | 1 742        | приєдналося пізніше до конвою          |
| Svanholm (1922)                | Велика Британія | 1 321        |                                        |
| Troubadour (1920)              | Норвегія        | 5 808        |                                        |

### Кораблі ескорту
| Назва                | Прапор                                  | Тип корабля                                              | Прим.                                                                         |
| -------------------- | --------------------------------------- | -------------------------------------------------------- | ----------------------------------------------------------------------------- |
| «Аннаполіс»          | Військово-морські сили Канади           | ескадрений міноносець типу «Таун»                        | 22-24 жовтня                                                                  |
| «Ельчіба»            | Військово-морські сили США              | атакувальний транспорт типу «Арктурус»                   | до Рейк'явіка                                                                 |
| «Бенсон»             | Військово-морські сили США              | ескадрений міноносець типу «Бенсон»                      | 24 жовтня—1 листопада                                                         |
| «Гілларі Джонс»      | Військово-морські сили США              | ескадрений міноносець типу «Бенсон»                      | 24 жовтня—1 листопада                                                         |
| «Найблек»            | Військово-морські сили США              | ескадрений міноносець типу «Глівз»                       | 24 жовтня—1 листопада                                                         |
| «Рубен Джеймс»       | Військово-морські сили США              | ескадрений міноносець типу «Клемсон»                     | 24-31 жовтня; 31 жовтня 1941 року затоплений німецьким підводним човном U-552 |
| «Тарбелл»            | Військово-морські сили США              | ескадрений міноносець типу «Вікс»                        | 24 жовтня—1 листопада                                                         |
| «Веріті»             | Військово-морські сили Великої Британії | ескадрений міноносець «Модифікований Адміралті» типу «W» | 31 жовтня—4 листопада                                                         |
| «Волверін»           | Військово-морські сили Великої Британії | ескадрений міноносець «Модифікований Адміралті» типу «W» | 31 жовтня—4 листопада                                                         |
| «Камеллія»           | Військово-морські сили Великої Британії | корвет типу «Флавер»                                     | 31 жовтня—4 листопада                                                         |
| «Ларкспур»           | Військово-морські сили Великої Британії | корвет типу «Флавер»                                     | 31 жовтня—5 листопада                                                         |
| «Монбретіа»          | Військово-морські сили Норвегії         | корвет типу «Флавер»                                     | 31 жовтня—5 листопада                                                         |
| «Еглантін»           | Військово-морські сили Норвегії         | корвет типу «Флавер»                                     | 1-5 листопада                                                                 |
| «Брук»               | Військово-морські сили Великої Британії | лідер есмінців типу «Торнікрофт»                         | 1-4 листопада                                                                 |
| «Бакстон»            | Військово-морські сили Великої Британії | ескадрений міноносець типу «Таун»                        | 1-4 листопада                                                                 |
| «Бегонія»            | Військово-морські сили Великої Британії | корвет типу «Флавер»                                     | 1-4 листопада                                                                 |
| HMS King Sol (FY235) | Військово-морські сили Великої Британії | військовий траулер                                       | 1 листопада                                                                   |